# Force opérationnelle combinée 150

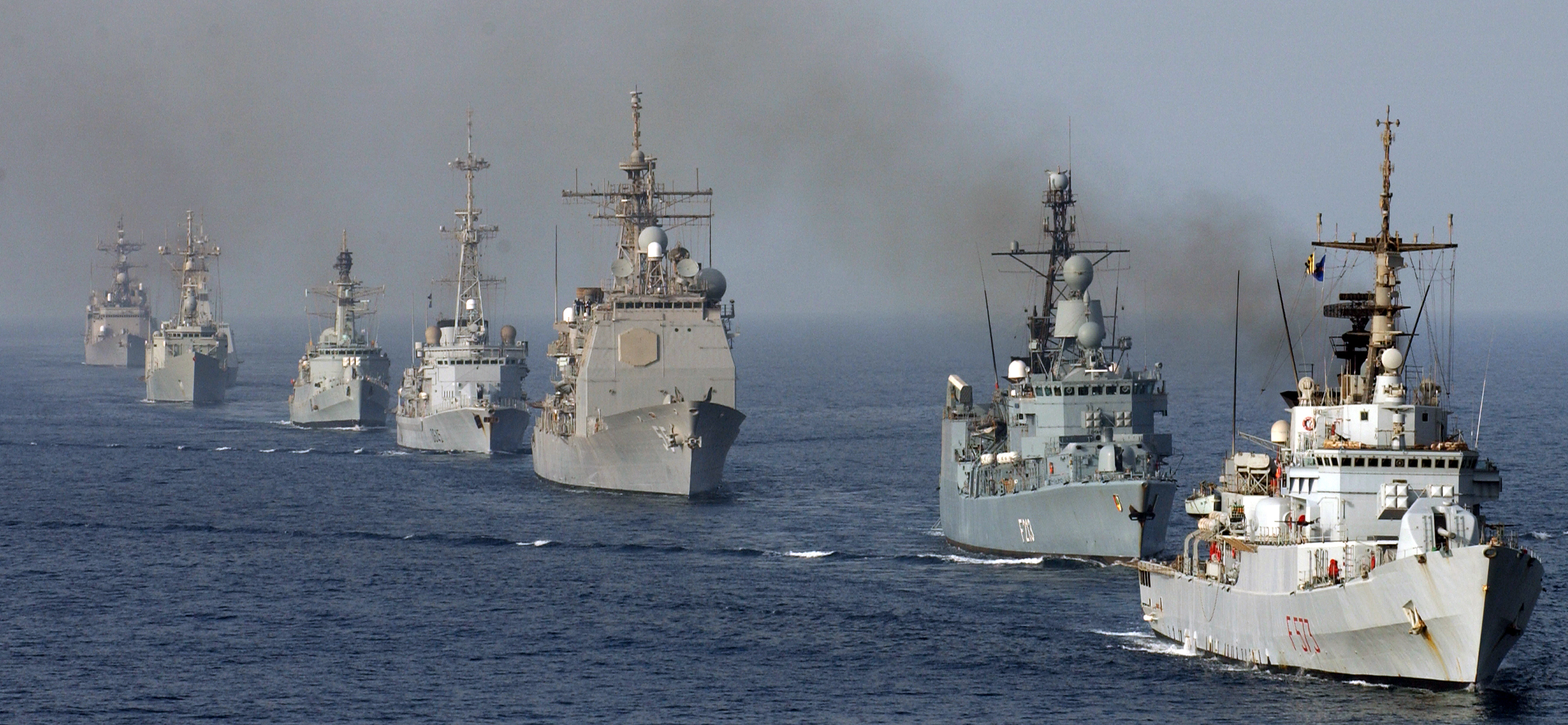
Navires de la CTF-150 en formation dans le golfe d'Oman.

La Force opérationnelle combinée 150, plus connue sous son nom anglophone Combined Task Force 150 (CTF-150), est une force opérationnelle navale basée sur une coalition multinationale opérationnelle depuis novembre 2002. Son quartier général se situe au sein du complexe naval américain à Bahreïn. Elle est coordonnée par et intègre une partie des navires de la Cinquième flotte américaine.

## Mission

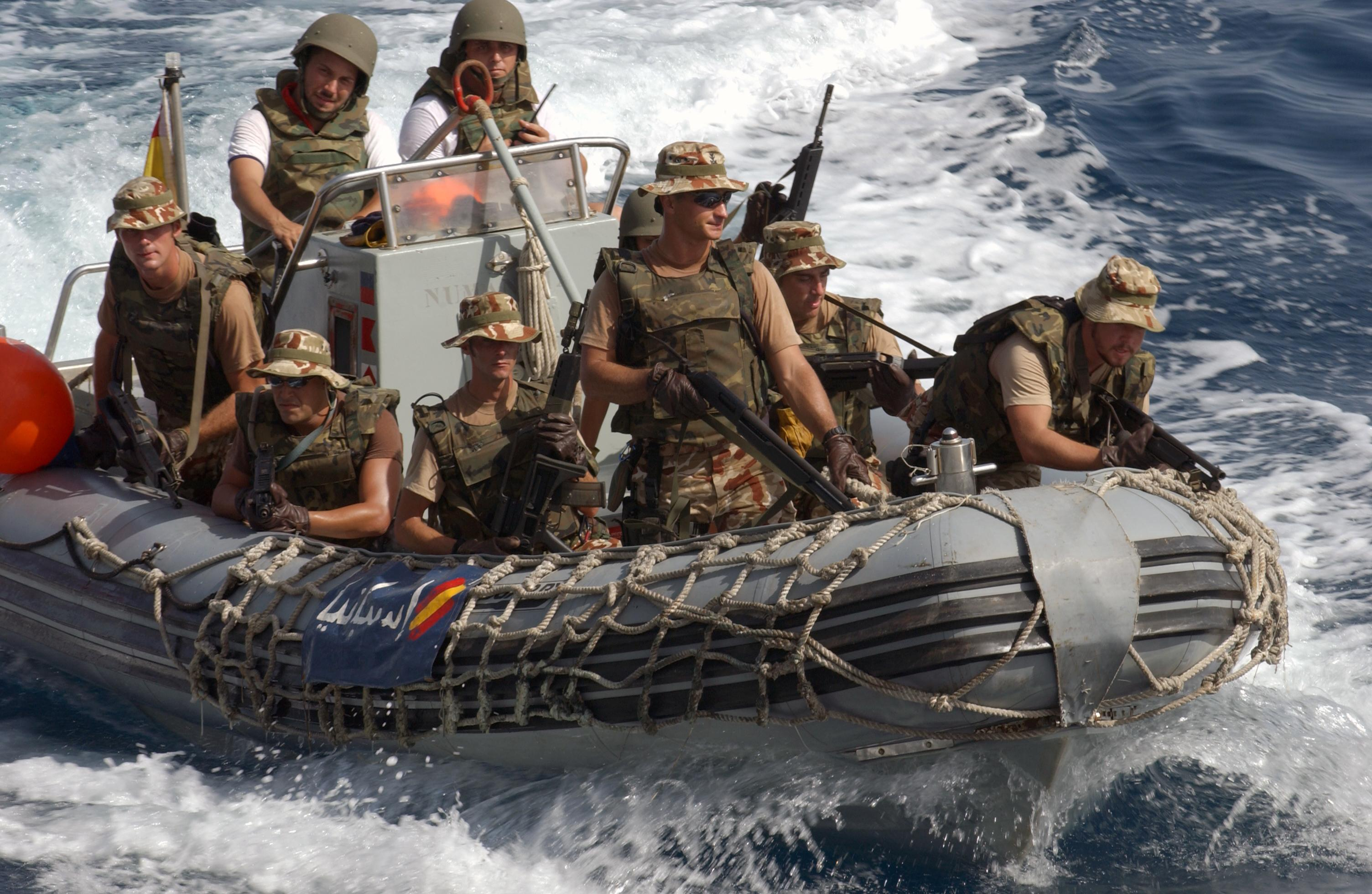
Équipe d'abordage de la marine espagnole en 2004.

Cette force opérationnelle a été créée afin de surveiller, d'inspecter et d'arrêter les entités suspectées de terrorisme. Elle réalise des opérations dans le nord de la mer d'Arabie et dans l'océan Indien de soutien de l'Opération Enduring Freedom dans le cadre informel de la guerre contre le terrorisme. Ces activités sont qualifiées d'opérations de sécurité maritime (ASM). Ces dernières années, la recrudescence des actes de piraterie autour de la Corne de l'Afrique à redéfini certains aspects des missions de la CTF-150 : contrôle et abordage des navires suspects, escorte de navires marchands, etc.

## Pays participants
En avril 2008, les pays contribuant à la Task Force 150 sont les suivants :
- Allemagne
- Canada
- États-Unis
- France
- Royaume-Uni
- Australie
- Espagne
- Italie
- Pays-Bas
- Nouvelle-Zélande
- Portugal
- Turquie
- Pakistan
- Belgique

D'autres nations y ont pris part dans le passé notamment dans le cadre de la Force maritime européenne (EUROMARFOR).

## Commandement
Le commandant de la Task Force est en rotation entre les différentes marines militaires, ces commandements durant en général entre quatre et six mois. La flotte se compose généralement de 14 à 15 navires.
Le 6 avril 2015, le capitaine de vaisseau René-Jean Crignola a pris le commandement de la Task Force 150. Il commande la TF à  partir du  bâtiment de commandement et de ravitaillement Var. Il succède au commodore canadien Brian Santarpia.

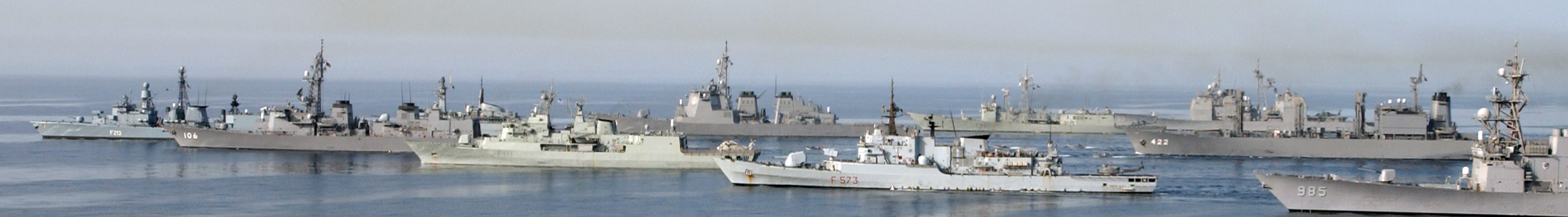
La CTF-150 en 2004.